# Zvonice (Měník)
Zvonice v Měníku je dřevěná polygonální zvonice z roku 1689, umístěná v blízkosti kostela svatého Václava a Stanislava v Měníku v okrese Hradec Králové. V roce 1964 byla zapsána do Ústředního seznamu kulturních památek České republiky.

## Historie
Zvonice z roku 1689 je o tři roky mladší než sousedící kostel svatého Václava a Stanislava a lze předpokládat, že materiál na její stavbu byl do Měníka přivezen z Bydžovské Lhotky (tam byly po dostavbě kostela v Měníce kostel i zvonice zrušeny). Stejně tak byly pravděpodobně do zvonice v Měníku přestěhovány ze zvonice z Bydžovské Lhotky tři zvony z let 1507, 1558 a 1670. Bezpečně je to ale doloženo pouze u zvonu z roku 1558 od hradeckého zvonaře Václava Faráře.
Od roku 1958 je zvonice společně s kostelem kulturní památkou.
Zvonice prošla rekonstrukcí v letech 1993–94 a poté znovu v roce 2012 (nový šindel).

## Architektura
Stavba má osmiboký půdorys, stěny jsou tvořeny svisle kladenými prkny s přelištováním. Přízemí je zakončeno šindelovou jehlancovou střechou s osmibokým základem, která přechází do čtyřboké hranolové vížky s šindelovou stanovou střechou s makovicí a křížkem. Spodní plášť zvonice se zalamuje nezávisle na poloze spodních nosných trámů a nekopíruje jejich půdorys, což zřejmě souvisí s druhotným využitím stavebního materiálu.
Konstrukce zvonice je štenýřovo-vzpěradlová, nosnou funkci ale ve velké míře přebírá vzpěradlová soustava. Vzpěradlová konstrukce je zde v podstatě samostatná, se štenýři je pouze propojena v horní části stavby a štenýře samotné jsou v dolní části usazeny na trámy vzpěradlové soustavy, které zatěžkávají a zvyšují tak jejich stabilitu. Podobně je konstruována zvonice v Kozojedech.